# Ziarno (program telewizyjny)
Ziarno – katolicki program dla dzieci i ich rodziców, produkowany przez TVP3 Katowice, emitowany od 17 lutego 1990 roku do wakacji 2020 w niedzielne poranki w TVP1, a od wakacji 2020 nadawany jest premierowo w TVP ABC.

## Charakterystyka
Program Ziarno powstał 17 lutego 1990 roku. Jego pomysłodawcą i pierwszym prowadzącym był ksiądz Wojciech Drozdowicz, animator kultury z archidiecezji warszawskiej, zaś przez 20 lat autorką scenariuszy była Lidia Lasota, która stała się szerzej rozpoznawalna za sprawą występów w programie typu reality show, nadawanym przez TVP1 o nazwie Motel Polska w latach 2020–2021 i objęciu w 2021 stanowiska prezesa Polskiego Radia Łódź. Po odejściu z Telewizji Polskiej księdza Drozdowicza, program kilka razy zmieniał formułę. Aktualnie autorami scenariuszy i prowadzącymi program są Ewelina Grzebinoga oraz ksiądz Adam Węgrzyn.
Program jest tworzony przez Redakcję Programów Katolickich Telewizji Polskiej. Jego celem jest ewangelizacja dzieci w wieku przedszkolnym oraz szkolnym. Autorzy Ziarna znani byli z kilku ogólnopolskich przedsięwzięć takich jak np. drukowanie na początku lat 90. XX wieku co tydzień na potrzeby kilku tysięcy parafii broszurki z ewangelią o nazwie Ziarno. Program angażował się również w promocję chrześcijańskich zespołów, takich jak m.in.: Arka Noego, Dzieci z Brodą, Promyczki i Mały Chór Wielkich Serc.
Z programem jest i było związanych przez lata wiele osób, m.in.: ks. Wojciech Drozdowicz, ks. Tadeusz Polak, Robert Sowa, Katarzyna Łaniewska, Józef Mika, Aleksandra Szwed, bp Antoni Długosz, ks. Mariusz Karbowski, Zofia Merle, Piotr Szwedes, Rafał Kołsut, ks. Łukasz Piórkowski, ks. Andrzej Dębski, Kevin Aiston, Magdalena Korzekwa, bp Artur Ważny.
W 2020 zaczęły powstawać krótsze odcinki programu, które trwają ok. 25 minut, a nie – jak wcześniej – niemal godzinę. Od 2018 jego reżyserem jest Józef Mika, który przez długi czas wcielał się w nim w postać "doktorka".
Przez wiele lat powtórki najnowszego wyemitowanego premierowo w telewizji odcinka można było oglądać na kanałach TVP Polonia i TVP3. Od 2024 wcześniejsze odcinki Ziarna można oglądać wyłącznie za pośrednictwem strony internetowej vod.tvp.pl.